# Tympanocryptis lineata
Tympanocryptis lineata är en ödleart som beskrevs av  Peters 1863. Tympanocryptis lineata ingår i släktet Tympanocryptis och familjen agamer.

## Underarter
Arten delas in i följande underarter:
- T. l. lineata
- T. l. macra
- T. l. houstoni
- T. l. centralis